# Мороне дел Санио
Мороне дел Санио (итал. Morrone del Sannio) је насеље у Италији у округу Кампобасо, региону Молизе.
Према процени из 2011. у насељу је живело 471 становника. Насеље се налази на надморској висини од 793 м.

## Становништво
| 1931. | 1936. | 1951. | 1961. | 1971. | 1981. | 1991. | 2001. | 2011. |
| ----- | ----- | ----- | ----- | ----- | ----- | ----- | ----- | ----- |
| 3.012 | 3.055 | 2.805 | 2.123 | 1.432 | 1.148 | 917   | 757   | 648   |